# 日本細菌学会
日本細菌学会（にほんさいきんがっかい）は、日本における細菌に関わる学術機関であり、医学系、歯学系、薬学系、獣医学系、農学系、理学系など実に幅広い人材が所属している。英語名は Japanese Society for Bacteriology である。ICD制度協議会加盟学会の為、医師や歯科医師などの臨床家も参加している。

## 概要
- 細菌学に関する研究・論文・人材育成など幅広い活動を行っている。
- 学会標語の「細菌との闘い、細菌との共存、細菌の利用」であるが、これは細菌を敵対視するのではなく、人類に有効な細菌は有効利用し、もって人類の繁栄につなげたいと言う願いが含まれている。

## 沿革
- 1927年 - 衛生学微生物学寄生虫学聯合学会として設立。
- 1929年 - 日本微生物学聯合会に名称を変更し、日本連合衛生学会・日本寄生虫学会が分離。
- 1931年 - 日本連合微生物学会に名称を変更。
- 1948年 - 日本細菌学会に名称を変更。

## 歴代会長・理事長
会長
1. 北里柴三郎（1927年）
2. 清野謙次（1928年）
3. 長與又郎（1929年）
4. 谷口腆二（1930年）
5. 竹内松次郎（1931年）
6. 大庭士郎（1932年）
7. 小川政修（1933年）
8. 竹内松次郎（1934年）
9. 谷口腆二（1935年）
10. 秦佐八郎（1936年）
11. 宮地重嗣（1937年）
12. 常岡良三（1938年）
13. 中村豊（1939年）
14. 北島多一（1940年）
15. 太田原豊一（1941年）
16. 三田村篤志郎（1942年）
17. 鶴見三三（1943年）
18. 木村廉（1944年・1946年）
19. 谷口腆二（1947年）
20. 寺田正中（1948年）
21. 谷友次（1949年）
22. 黒屋政彦（1950年）
23. 細谷省吾（1951年）
24. 戸田忠雄（1952年）
25. 伊藤泰一（1953年）
26. 小林六造（1954年）
27. 木村廉（1955年）
28. 六反田藤吉（1956年）
29. 川喜多愛郎（1957年）
30. 村上栄（1958年）
31. 秋葉朝一郎（1959年）
32. 山田守英（1960年）
33. 矢追秀武（1961年）
34. 小笠原一夫（1962年）
35. 藤野恒三郎（1963年）
36. 青木義勇（1964年）

理事長
1. 牛場大蔵（1964年 - 1966年）
2. 秦藤樹（1967年 - 1969年）
3. 天野恒久（1970年 - 1972年）
4. 村田良介（1973年 - 1975年）
5. 水之江公英（1976年 - 1978年）
6. 武谷健二（1979年 - 1981年）
7. 佐々木正五（1982年 - 1984年）
8. 斎藤和久（1985年 - 1987年）
9. 三輪谷俊夫（1988年 - 1990年）
10. 小澤敦（1991年 - 1993年）
11. 竹田美文（1994年 - 1996年）
12. 吉川昌之介（1997年 - 1999年）
13. 林英生（2000年 - 2002年）
14. 内山竹彦（2003年 - 2005年）
15. 笹川千尋（2006年 - 2008年）
16. 野田公俊（2009年 - 2011年）
17. 神谷茂（2012年 - 2014年）
18. 堀口安彦（2015年 - 2017年）
19. 赤池孝章（2018年 - 2023年）
20. 飯田哲也（2024年 - 2026年）[1]

## 総会
- 年1回
- 地方会あり（北海道支部・東北支部・関東支部・中部支部・関西支部・中国四国支部・九州支部）

## 学会誌
- 年4発行　「日本細菌学雑誌」（ISSN：0021-4930）（国立国会図書館請求番号Z19-229） 1944年創刊
- 毎月発行　「Microbiology and Immunology」（日本ウイルス学会、日本免疫学会との共同出版）

## 専門医認定
- インフェクションコントロールドクター（ICD；infection control doctor）

## 学会賞
- 浅川賞
- 小林六造記念賞
- 黒屋奨学賞

## 入会
- 正会員　　年額7,500円
- 学生会員　年額3,750円
- 支部費    正会員・学生会員共に年額1,000円（東北支部は正会員2,000円、学生会員1,000円）